# Mathias Jørgensen (calciatore 2000)
Mathias Jørgensen (Hundested, 20 settembre 2000) è un calciatore danese, attaccante del Bodø/Glimt.

## Carriera

### Club
Inizia la sua carriera professionistica nelle giovanili del Nordsjælland. L'8 gennaio 2017 si aggrega alle giovanili dell'Odense all'età di 16 anni. Durante il periodo delle giovanili, si mette in mostra con le sue ottime prestazioni, segnando con l'under-19 28 goal in 24 partite.
Jørgensen debutta in prima squadra il 18 aprile 2018 nella partita di Superligaen pareggiata 1-1 contro il Randers FC. Entra ufficialmente in prima squadra la stagione successiva, segnando il suo primo gol da professionista il 15 luglio 2018 nella sconfitta per 3–2 contro il Vendsyssel FF. Il 3 ottobre 2018 segna per la prima volta anche in Coppa di Danimarca, realizzando il secondo gol nel match vinto per 2-0 contro il Thisted FC.
Il 12 febbraio 2019 viene acquistato dai New York Red Bulls per la cifra di 2.5 milioni di dollari.

### Nazionale
Ha rappresentato la Danimarca a livello under-18 e under-19. Il 19 novembre 2018 segna il suo primo gol con la selezione under-19 nell'amichevole vinta 2-0 contro la Svizzera.

## Palmarès

### Individuale
- Capocannoniere della Coppa di Danimarca: 1

2024-2025 (6 reti)